# 포르트드뱅센 인질극

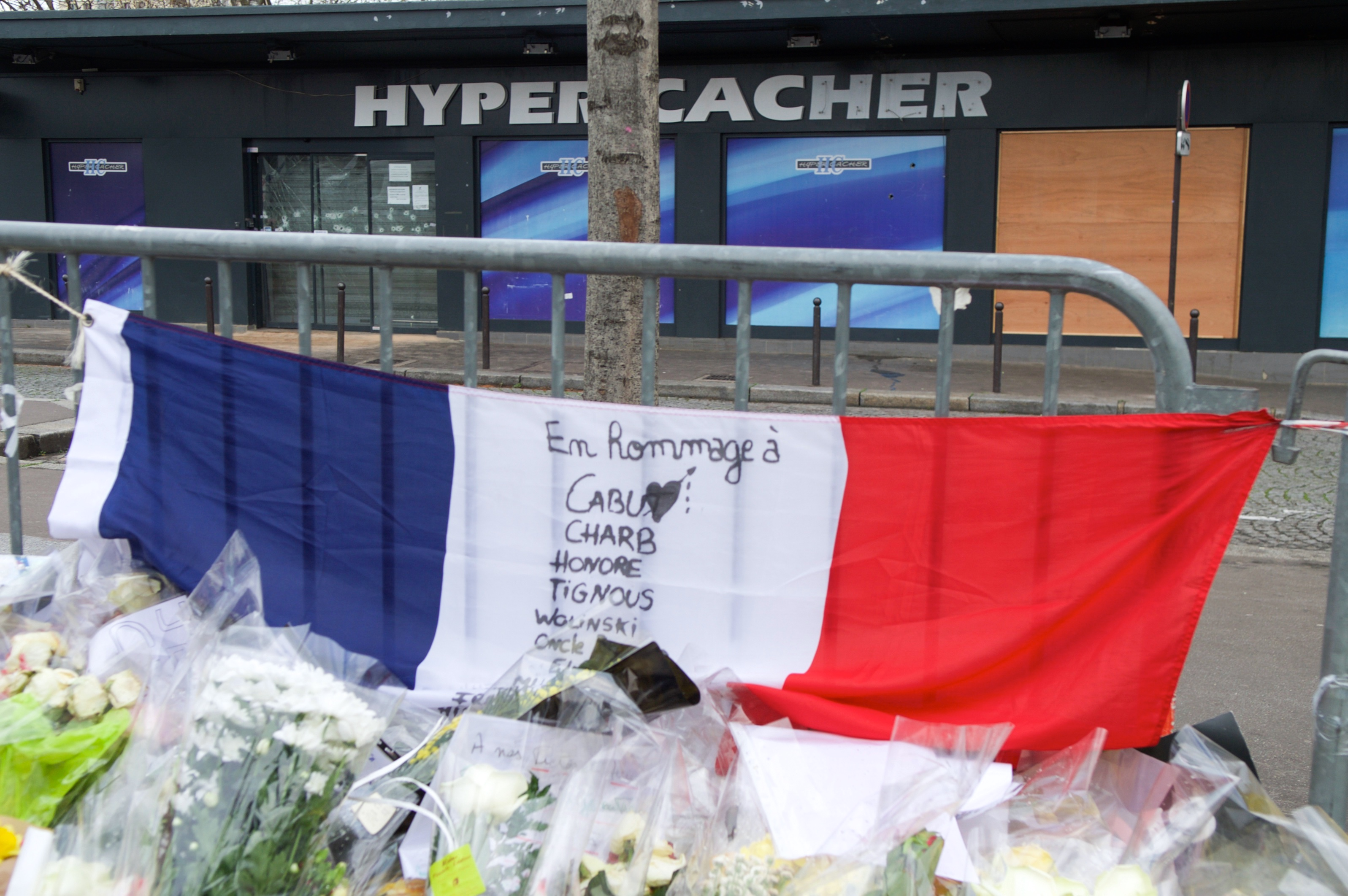

포르트드뱅센 인질극(프랑스어: Prise d'otages du magasin Hyper Cacher de la porte de Vincennes)은 2015년 1월 9일에 프랑스 파리 20구에 있는 유대인 식품 전문 슈퍼마켓에서 발생한 인질 사건이다. 무장한 남자가 슈퍼마켓의 직원과 손님들을 인질로 잡았지만, 프랑스 특수 부대의 강행 돌입으로 사살되었다. 인질 중 4명이 사망했다. 범인은 전전날 발생한 샤를리 에브도 테러의 용의자들과의 연계를 표명하고 있어 이슬람 과격파에 의한 일련의 테러 사건으로 볼 수 있다.

## 개요
2015년 1월 9일 낮 무렵 파리의 남동쪽 끝 부분 포르트드뱅센에 있는 이페르 카셰(Hyper Cacher)라는 유대인 전문 슈퍼마켓에 소총을 든 남자가 침입해 "너희는 유대인이다. 유대인들은 모두 죽어"라고 점내에 말하고 아이를 포함한 고객과 직원 등을 인질로 하였다. 사건 후 AFP는 "인질 2명이 사망했다."고 비공식 보도 후 "샤를리 에브도 테러 사건의 범인이 농성하는 인쇄 공장에 경찰이 진입하면 슈퍼마켓의 인질을 죽인다고 범인이 협박하고 있다."고 보도했다. 지역 방송국에 의한 범인의 전화 인터뷰에서 자신이 과격 조직 이슬람 국가 (IS)의 멤버이며, 샤를리 에브도 테러 사건의 범인과 협조하여 수행한 것을 인정했다. 저녁에 용의자가 예배를 위한 무릎을 꿇고 타이밍을 파악하고 경찰 특수 부대가 강행 돌입하여 범인은 사살되었다.

## 피해자
다음과 같은 4명이 사망하였다.
- 필리페 브라함(Philippe Braham), 45세, IT 업계 종사자
- 요한 코헨(Yohan Cohen), 22세, 대학생
- 요아브 하타브(Yoav Hattab), 21세, 대학생
- 프랑수아미셸 사다(François-Michel Saada), 64세, 은퇴자

## 범인
32세의 범인 아메드 쿨리발리는 사건 전날 8일에는 파리 교외 몽루주에서 여성 경찰관을 총격 사망시켰다. 전전날 7일에 일어난 샤를리 에브도 테러 사건의 범인 중 한명은 1995년 파리 지하철 폭탄 테러 사건으로 종신형이 테러리스트의 탈옥 미수 사건 (2010년)을 통해 알게되었다고 한다. 용의자는 오랫동안 범죄에 관여하고 이슬람 과격파가 된 것으로 보인다.